# Howard McNamara
Howard Dennis McNamara, född 3 augusti 1893 i Randolph, Ontario, död 4 september 1940 nära Deseronto, Ontario, var en kanadensisk professionell ishockeyspelare.

## Karriär

### 1908–1912
Howard McNamara inledde sin professionella ishockeykarriär med Montreal Shamrocks i Eastern Canada Hockey Association säsongen 1908–09. Säsongen därefter, 1909–10, spelade han för Berlin Dutchmen i Ontario Professional Hockey League. Säsongen 1910 spelade McNamara sex matcher för Cobalt Silver Kings i National Hockey Association.
Från 1910 till 1912 spelade McNamara för Waterloo Colts i Ontario Professional Hockey League och Halifax Crescents i Maritime Professional Hockey League.

### 1912–1920
Säsongen 1912–13 flyttade McNamara till Toronto för att spela med Toronto Tecumsehs i National Hockey Association. De två efterföljande säsongerna, 1913–14 och 1914–15, spelade han för Tecumsehs uppföljarlag Toronto Ontarios och Toronto Shamrocks.
Säsongen 1915–16 bytte McNamara lag till Montreal Canadiens och gjorde som lagkapten 10 mål och 17 poäng på 24 matcher i grundserien, tillsammans med 119 utvisningsminuter. McNamara vann sedan Stanley Cup med Canadiens sedan klubben besegrat det amerikanska motståndarlaget Portland Rosebuds i en jämn finalserie med 3-2 i matcher. Canadiens vann den femte och avgörande matchen med 2-1 efter mål av Skene Ronan och George "Goldie" Prodgers.
Säsongen 1916–17 spelade McNamara för Torontos 228:e bataljon i NHA till dess att laget kallades för militärtjänstgöring i februari 1917.
McNamara återkom till ishockeyn då han spelade tio matcher för Montreal Canadiens i NHL säsongen 1919–20.

## Familj och spelstil
Howard McNamara hade två bröder, George och Harold, som likt Howard även de var professionella ishockeyspelare på backpositionen. Howard och George McNamara spelade tillsammans i bland annat Waterloo Colts i Ontario Professional Hockey League och Halifax Crescents i Maritime Professional Hockey League och gavs smeknamnet Dynamite Twins, "Dynamittvillingarna", på grund av deras fysiska spel och stenhårda tacklingar. Bröderna McNamara var ovanligt storvuxna spelare för sin era och Howard vägde in på imponerande 109 kg fördelat på 183 cm.

## Statistik
ECHA = Eastern Canada Hockey Association, Trä. = Träningsmatcher
| 1908–09    | Montreal Shamrocks      | ECHA        | 10  | 4  | 0  | 4  | 61  | – | – | – | – | –  |
| 1908–09    | Canadian Soo            | Trä.        | 2   | 4  | 0  | 4  | 6   | – | – | – | – | –  |
| 1909–10    | Berlin Dutchmen         | OPHL        | 8   | 4  | 0  | 4  | 28  | – | – | – | – | –  |
| 1910       | Cobalt Silver Kings     | NHA         | 6   | 0  | 0  | 0  | 15  | – | – | – | – | –  |
| 1910–11    | Waterloo Colts          | OPHL        | 15  | 2  | 0  | 2  | –   | 1 | 0 | 0 | 0 | –  |
| 1911–12    | Halifax Crescents       | MPHL        | 11  | 4  | 0  | 4  | 26  | – | – | – | – | –  |
| 1912–13    | Toronto Tecumsehs       | NHA         | 20  | 12 | 0  | 12 | 62  | – | – | – | – | –  |
| 1913–14    | Toronto Ontarios        | NHA         | 20  | 7  | 6  | 13 | 36  | – | – | – | – | –  |
| 1914–15    | Toronto Shamrocks       | NHA         | 18  | 4  | 1  | 5  | 67  | – | – | – | – | –  |
| 1915–16    | Montreal Canadiens      | NHA         | 24  | 10 | 7  | 17 | 119 | – | – | – | – | –  |
|            |                         | Stanley Cup | –   | –  | –  | –  | –   | 5 | 0 | 0 | 0 | 24 |
| 1916–17    | Torontos 228:e bataljon | NHA         | 12  | 11 | 3  | 14 | 36  | – | – | – | – | –  |
| 1919–20    | Montreal Canadiens      | NHL         | 10  | 1  | 0  | 1  | 4   | – | – | – | – | –  |
| NHA totalt | NHA totalt              | NHA totalt  | 100 | 44 | 17 | 61 | 335 | – | – | – | – | –  |

Statistik från hockey-reference.com